# Arrest Vo/Frankrijk
Het arrest Vo/Frankrijk (EHRM 08-07-2004, ICJ 2005-5, p. 579) is een gerechtelijke uitspraak door het Europees Hof voor de Rechten van de Mens. De zaak wordt gezien als een belangrijk arrest met betrekking tot het grondrecht op leven.

## Casus
Mevrouw Vo bezoekt op 27 november 1991 het ziekenhuis te Lyon voor een medisch onderzoek in de zesde maand van haar zwangerschap. Op dezelfde dag is gepland dat bij een andere mevrouw Vo een spiraaltje zal worden verwijderd. Wanneer in de wachtkamer "mevrouw Vo" wordt geroepen, treedt mevrouw Vo de dokterskamer binnen. Aangezien zij in Vietnam geboren is en nauwelijks Frans spreekt, poogt de arts zonder voorafgaand onderzoek bij de vrouw een spiraaltje te verwijderen (hetgeen bij haar niet aanwezig is). Hierbij doorboort hij het vruchtvlies, waardoor vruchtwater ontsnapt. Ten gevolge van dit verlies van vruchtwater moet de zwangerschap op 5 december 1991 beëindigd worden.

## Nationale rechtsgang
Mevrouw Vo en haar echtgenoot proberen voor de Franse rechter een veroordeling van de betrokken arts te verkrijgen op grond van onbedoelde doodslag op de ongeboren vrucht. De rechtbank van Lyon spreekt de arts vrij, in hoger beroep wordt hij alsnog veroordeeld, doch het Hof van Cassatie, de hoogste Franse rechterlijke instantie spreekt hem uiteindelijk vrij. Het cassatiehof oordeelt in 1999 dat de ongeboren vrucht geen persoon is en derhalve niet onder de bepaling uit het Franse strafwetboek valt.

## Europees Hof voor de Rechten van de Mens
Mevrouw Vo begint vervolgens een klachtenprocedure tegen Frankrijk bij het Europees Hof voor de Rechten van de Mens. Zij stelt dat Frankrijk artikel 2 van het Europees Verdrag voor de Rechten van de Mens heeft geschonden door niet in wetgeving te voorzien die de onbedoelde doodslag op de ongeboren vrucht strafbaar stelt. Het hof verklaart de klacht ontvankelijk. Het hof laat zich niet uit over de vraag of de foetus een persoon is in de zin van artikel 2, doch laat dit over aan de appreciatiemarge van nationale organen:

82. (...) It follows that the issue of when the right to life begins comes within the margin of appreciation which the Court generally considers that States should enjoy in this sphere...

Ten aanzien van de door mevrouw Vo aangevoerde leemte in wetgeving stelt het hof dat er wel een mogelijkheid bestaat een bestuursrechtelijke procedure wegens verwaarlozing te voeren. Aangezien deze procedure in Frankrijk wel mogelijk is, heeft de Franse staat volgens het EHRM in dit geval artikel 2 van het EVRM niet geschonden.